# (679) Pax
Pour les articles homonymes, voir Pax.
(679) Pax est un astéroïde de la ceinture principale.

## Description
(679) Pax est un astéroïde de la ceinture principale découvert le 28 janvier 1909 par l'astronome allemand August Kopff à Heidelberg. Sa désignation provisoire était 1909 FY.

## Nom
L'objet est nommé d'après la déesse romaine Pax.
Le numéro de cette planète mineure a été utilisé pour désigner (2037) Tripaxeptalis qui est un jeu de mots et de chiffres avec les astéroïdes (679) Pax et (291) Alice. En effet, le numéro de l’astéroïde (2037) est égal à 3 x 679 ou 7 x 291, autrement dit trois Pax et sept Alice.